# Hommage à Arago

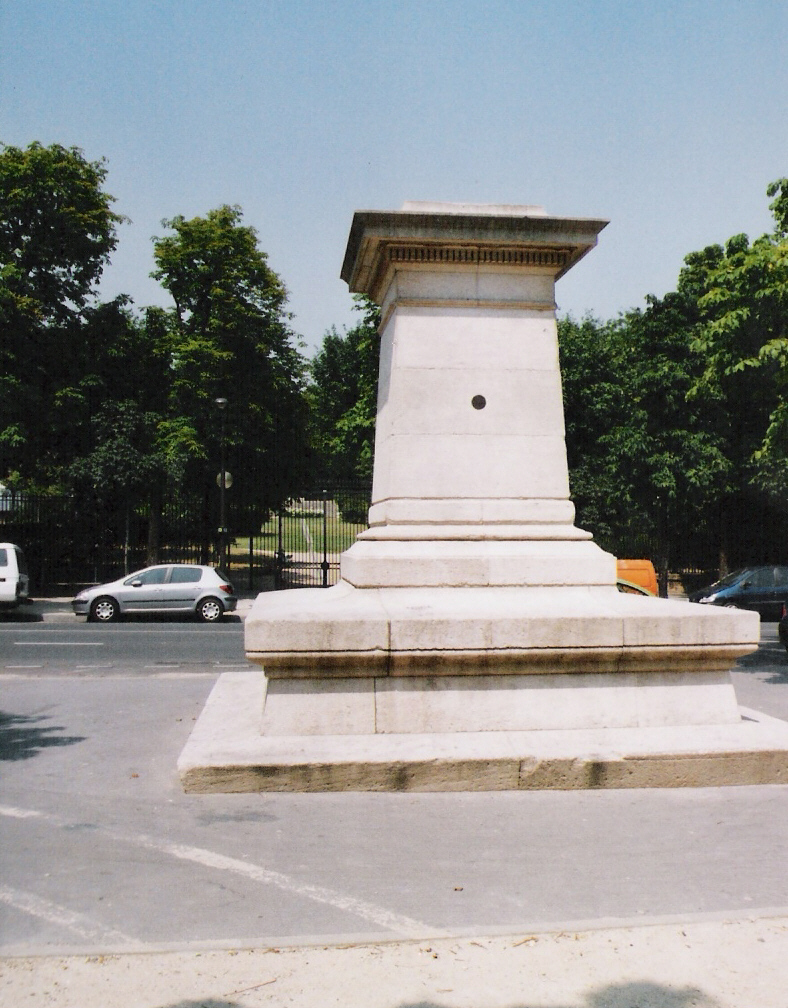
Le monument Arago place de l'Île-de-Sein. En arrière-plan, le jardin de l'Observatoire, où est matérialisé le méridien de Paris.

L'Hommage à Arago est une œuvre d'art public constituée d'une série de médaillons disséminés dans le sol parisien et alignés le long du méridien de Paris. Elle fut conçue en 1994 en l'honneur du scientifique et homme politique français François Arago à l'occasion du bicentenaire de sa naissance.

## Historique
Une « Association des amis d'Arago » obtient qu'un appel à projets soit lancé pour qu'une nouvelle œuvre vienne honorer le savant. Cet appel est lancé conjointement par la délégation aux Arts plastiques du ministère de la Culture et le département des arts plastiques de la direction des Affaires culturelles de la ville de Paris
.
Le projet retenu est celui du Néerlandais Jan Dibbets : 135 médaillons de bronze— dont un sur le socle de l'ancienne statue d'Arago face à l'Observatoire — marqueront au sol le méridien de l'Observatoire de Paris, rappelant ainsi pour le passant celui qui avait tracé ce méridien et participé à la mise en place du système métrique. Les médaillons sont posés en 1994 ; quelques-uns ont été par la suite volés ou malencontreusement déplacés ou recouverts
Six ans après, en l'an 2000, c'est du nord au sud de la France métropolitaine que les bornes de la méridienne verte marqueront le tracé du méridien de Paris
En 2017, l'Observatoire de Paris et l'Académie des sciences font installer une autre statue représentant Arago, due à Wim Delvoye, dans le jardin de l'Observatoire de Paris, de l'autre côté du boulevard
.

## Description
134 de ces médaillons sont placés sur le tracé du méridien de Paris, du nord au sud de Paris, et sont incrustés dans le sol, tandis qu'un médaillon est scellé (le seul à la verticale) sur le socle de l'ancienne statue de François Arago. Située place de l'Île-de-Sein, c'est-à-dire là où le méridien de Paris coupe le boulevard Arago, elle fut démontée et fondue par l'occupant allemand pendant la Seconde Guerre mondiale pour fabriquer des armes.
Chaque médaillon mesure 12 centimètres de diamètre et porte en son centre le nom « Arago » en lettres capitales. Deux encoches ainsi que les lettres « N » et « S », respectivement pour « nord » et « sud », permettent à chaque fois de déterminer la direction du méridien.
Les médaillons ont été placés à des endroits variés, parfois symboliques — comme sur le site et dans le bâtiment de l'Observatoire de Paris (qui définit l'emplacement du méridien et où Arago a trouvé la mort), dans le jardin du Luxembourg, ou même à l'intérieur du Louvre —, parfois ordinaires.
La ligne qu'ils matérialisent se situe quasiment au milieu de Paris et traverse six arrondissements (du Nord au Sud les 18e, 9e, 2e, 1er, 6e et 14e). Les médaillons s'étendent sur les 9 kilomètres qui séparent la porte de Montmartre au Nord de la Cité universitaire au Sud.
Le monument s'inscrit dans le mouvement du land art.

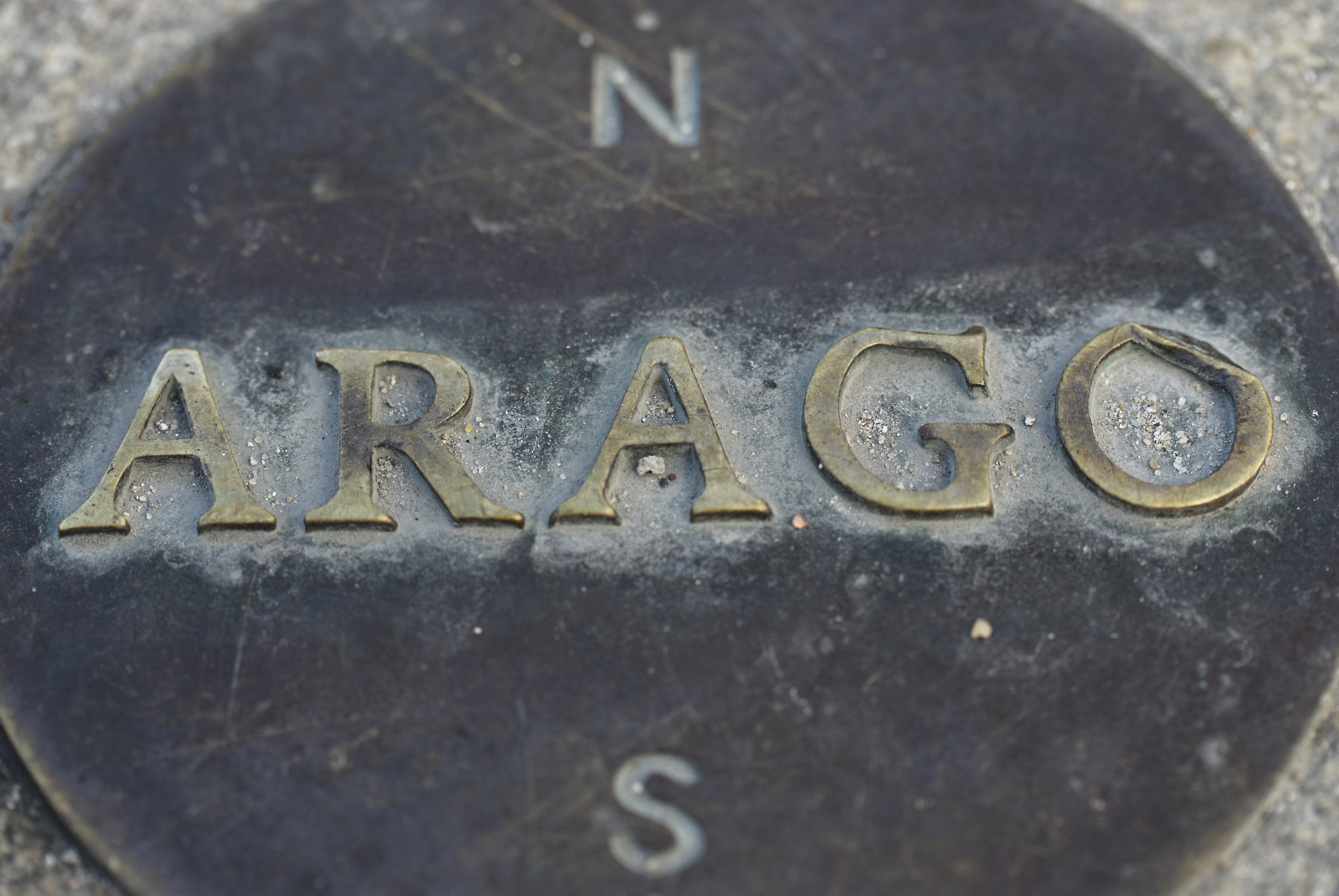
Médaillon no 94A à proximité de la pyramide du Louvre.
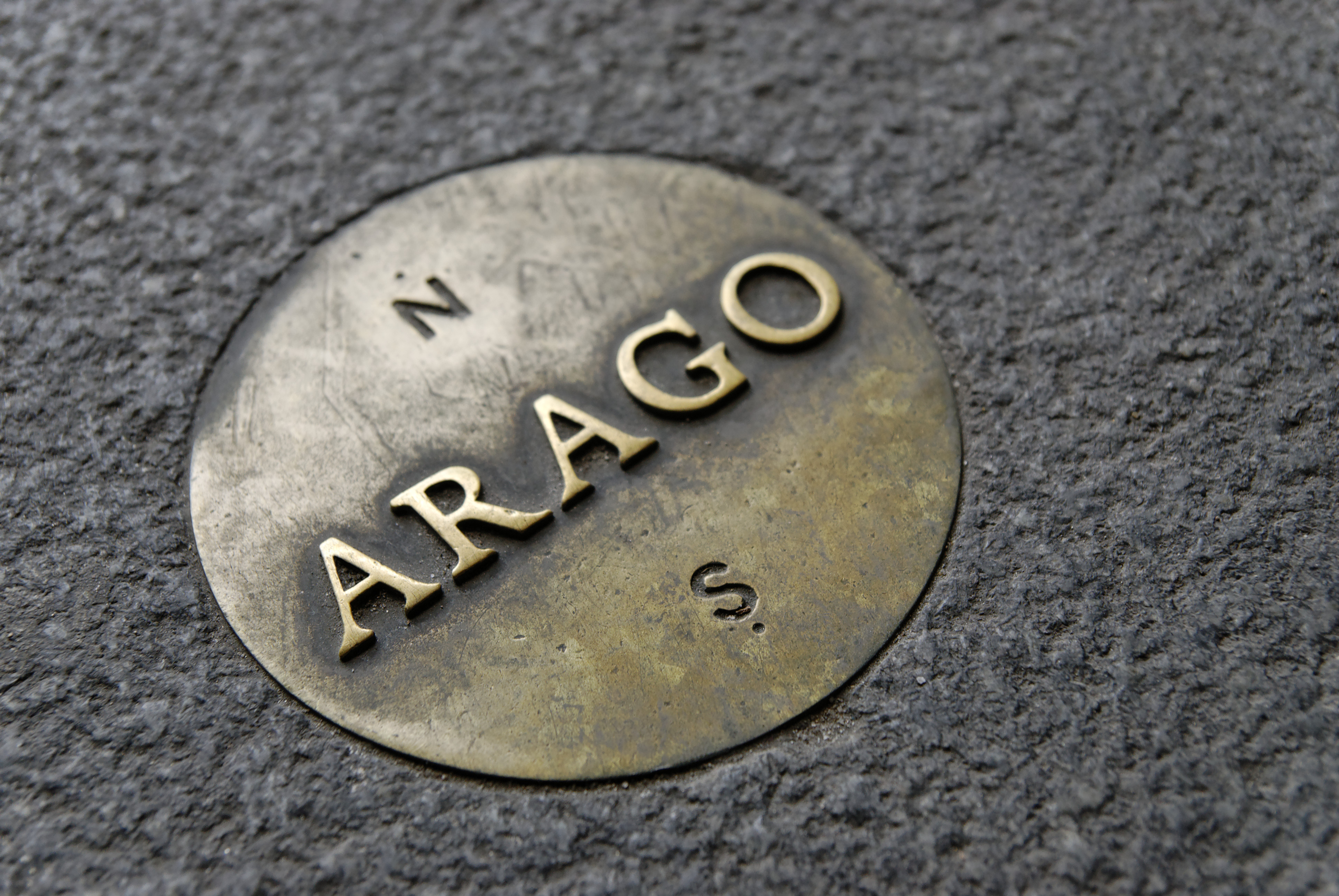
Médaillon no 97A dans le passage de Richelieu.
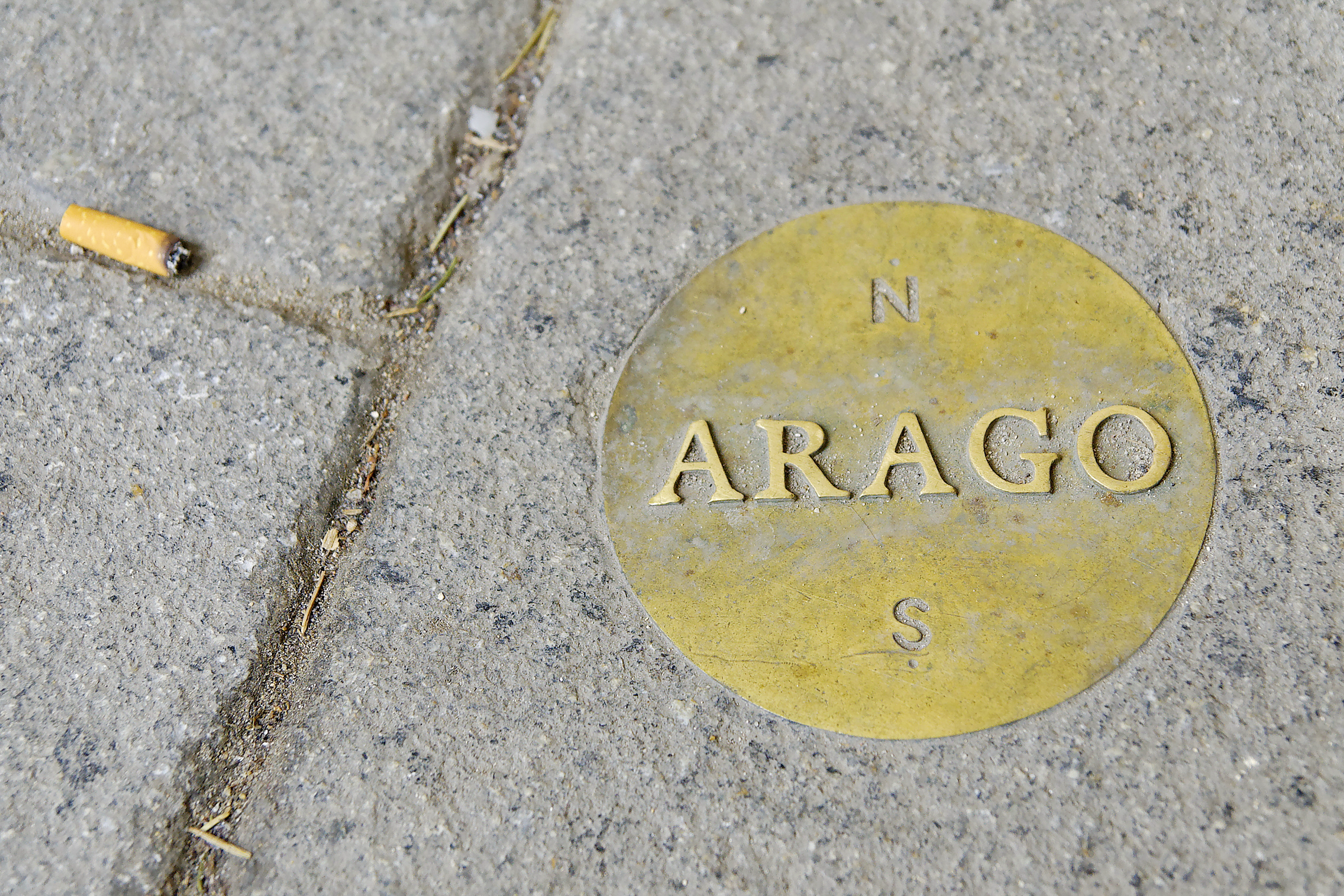
Médaillon no 101 au Palais-Royal.
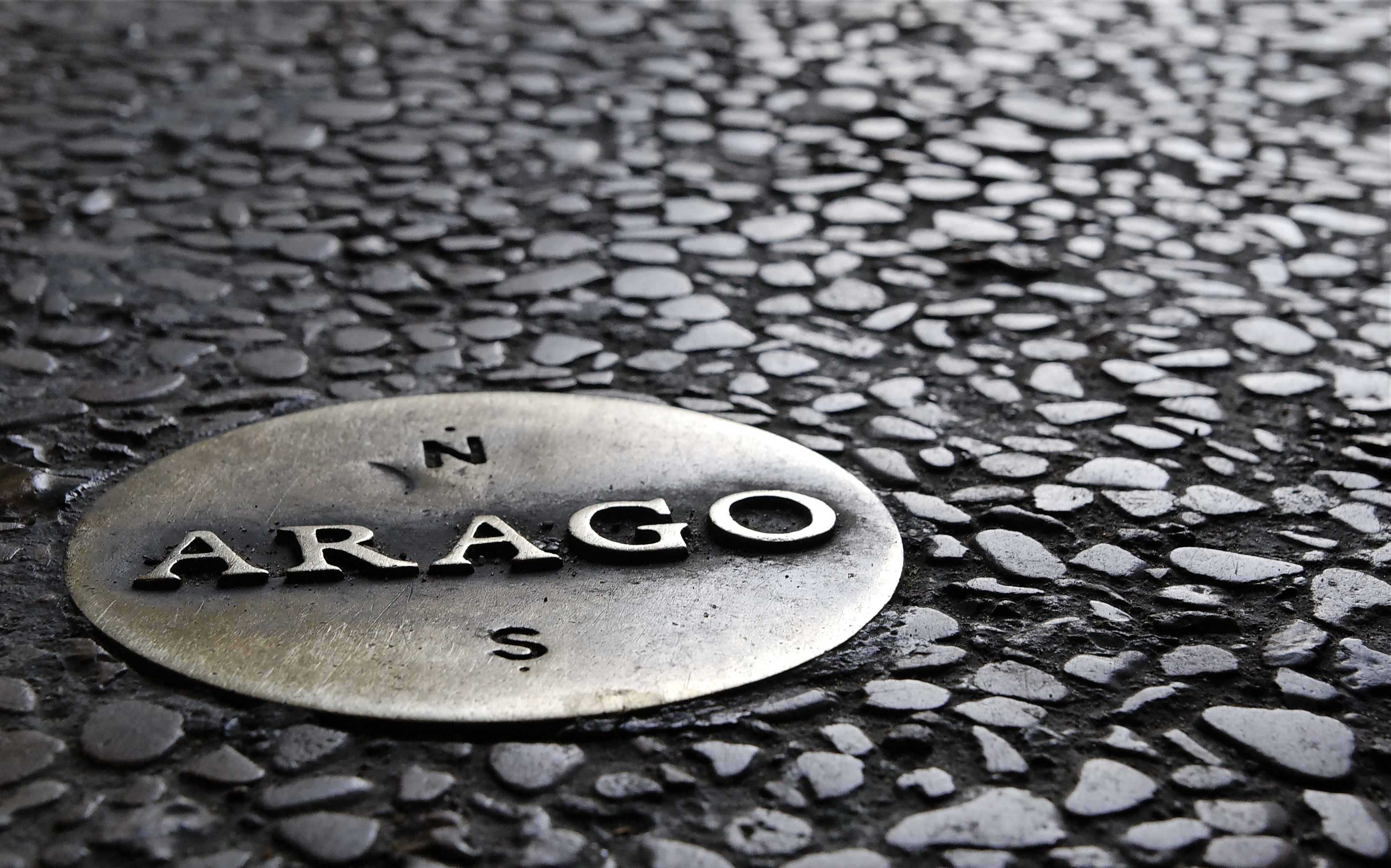
Médaillon no 102 dans la galerie de Nemours au Palais-Royal.